# Saunasaari (ö i Södra Karelen, Villmanstrand, lat 61,18, long 27,43)
Saunasaari är en ö i Finland. Den ligger i sjön Virmajärvi och i kommunen Savitaipale i den ekonomiska regionen  Villmanstrands ekonomiska region  och landskapet Södra Karelen, i den södra delen av landet, 170 km nordost om huvudstaden Helsingfors. Öns area är 3 hektar och dess största längd är 350 meter i sydväst-nordöstlig riktning.